# Гельгиссер, Павел Тихонович
Павел Тихонович Гельгиссер (23 июня 1909 — 10 января 1987) — советский военачальник, генерал-майор артиллерии, участник Великой Отечественной войны.

## Биография
Павел Тихонович Гельгиссер родился 23 июня 1909 года в городе Белостоке (ныне — территория Польши). В 1926 году был призван на службу в Рабоче-Крестьянскую Красную Армию. В 1930 году окончил Ленинградскую артиллерийскую школу и курсы усовершенствования командного состава зенитной артиллерии в Севастополе, в 1935 году — курсы зенитной артиллерии в Москве, в 1938 году — артиллерийский факультет Военно-морской академии имени К. Е. Ворошилова. К началу Великой Отечественной войны возглавлял 12-й отдел Артиллерийского научно-исследовательского морского института Военно-морского флота СССР.
В октябре 1941 года Гельгиссер был назначен артиллеристом по зенитной артиллерии оперативного отдела Управления начальника артиллерии Балтийского флота. Во время блокады Ленинграда занимался обучением корабельных экипажей ведению огня из зенитных орудий, оказывал им помощь в освоении материальной части, проводил учебные стрельбы. Лично разработал правила зенитной стрельбы по пикирующим бомбардировщика для крупнокалиберной флотской артиллерии. В мае 1942 года Гельгиссер был назначен начальником штаба Противовоздушной обороны Балтийского флота. Сумел поднять системы флотской ПВО на высокий уровень, большое внимание уделял вопросам усовершенствования материальной части и систем обнаружения самолётов. Когда блокада Ленинграда была снята, Гельгиссер продолжал оставаться на своём посту, лично участвуя в разработке мероприятий по организации противовоздушной обороны кораблей Балтийского флота, военно-морских баз, как уже существующих, так и вновь формируемые на освобождаемой территории. Вложил много труда в дело формирования, организации и обучения новых частей и подразделений зенитной артиллерии. Вместе с частями флота освобождал Псковщину, Прибалтику, организовывал десантные операции на острова, обеспечивал действия флота и войск в Восточной Пруссии.
После окончания войны продолжал службу в Военно-морском флоте СССР. Командовал противовоздушной обороной Юго-Балтийского флота, затем 4-го Военно-морского флота. С марта 1957 года был начальником ПВО Тихоокеанского флота. В сентябре 1965 года был уволен в запас. Умер 10 января 1987 года, урна с прахом захоронена в колумбарии Санкт-Петербургского крематория.

## Награды
- Орден Ленина (27 декабря 1951 года)
- Орден Красного Знамени (10 августа 1943 года, 5 ноября 1946 года, 30 декабря 1956 года) (трижды)
- Орден Отечественной войны 1-й степени (11 июня 1945 года)
- Орден Красной Звезды (1 января 1942 года, 3 ноября 1944 года) (дважды)
- Медаль «За оборону Ленинграда»
- Медаль «За взятие Кёнигсберга»
- Другие медали